# 1970-es Formula–1 dél-afrikai nagydíj
Az 1970-es Formula–1 világbajnokság szezonnyitó futama a dél-afrikai nagydíj volt.

## Futam
Az évadnyitó dél-afrikai nagydíjon egy ötödik March is elindult Mario Andrettivel. A csapat első időmérő edzésén dominált: Stewarté lett a pole a Tyrrell csapattal, míg Amon indult mellőle a gyári Marchcsal. Az első rajtsort Brabham egészítette ki, míg Rindt és Ickx a második soron osztozott.
A rajt után Stewart állt az élre, míg Rindt Amonnal harcolt. Az osztrák megcsúszott és Brabhamnek ütközött. Az ausztrált emiatt Ickx, Beltoise, Jackie Oliver és McLaren is megelőzte, míg Rindt és Amon a mezőny végére került. Brabham a 6. körig mind a négy előtte haladó versenyzőt megelőzte, majd a 20. körben Stewart megelőzésével az élre állt. 18 körrel később Hulme (aki harmadiknak jött fel), szintén megelőzte Stewartot. A sorrend már nem változott a leintésig. Beltoise negyedik lett, miután McLaren, Surtees és Ickx is motorhiba miatt kiesett.
| Helyezés | #  | Versenyző            | Csapat/Motor   | Futott körök | Idő/Kiesés oka | Rajthely | Pontszám |
| -------- | -- | -------------------- | -------------- | ------------ | -------------- | -------- | -------- |
| 1        | 12 | Jack Brabham         | Brabham-Ford   | 80           | 1h49:34,6      | 3        | 9        |
| 2        | 6  | Denny Hulme          | McLaren-Ford   | 80           | + 8,1          | 6        | 6        |
| 3        | 1  | Jackie Stewart       | March-Ford     | 80           | + 17,1         | 1        | 4        |
| 4        | 3  | Jean-Pierre Beltoise | Matra          | 80           | + 1:13,1       | 8        | 3        |
| 5        | 10 | John Miles           | Lotus-Ford     | 79           | + 1 kör        | 14       | 2        |
| 6        | 11 | Graham Hill          | Lotus-Ford     | 79           | + 1 kör        | 19       | 1        |
| 7        | 4  | Henri Pescarolo      | Matra          | 78           | + 2 kör        | 18       |          |
| 8        | 23 | John Love            | Lotus-Ford     | 78           | + 2 kör        | 22       |          |
| 9        | 20 | Pedro Rodríguez      | BRM            | 76           | + 4 ör         | 16       |          |
| 10       | 16 | Jo Siffert           | March-Ford     | 75           | + 5 kör        | 9        |          |
| 11       | 24 | Peter de Klerk       | Brabham-Ford   | 75           | + 5 kör        | 21       |          |
| 12       | 25 | Dave Charlton        | Lotus-Ford     | 73           | Motorhiba      | 13       |          |
| 13       | 9  | Jochen Rindt         | Lotus-Ford     | 72           | Motorhiba      | 4        |          |
| Kiesett  | 17 | Jacky Ickx           | Ferrari        | 60           | Motorhiba      | 5        |          |
| Kiesett  | 7  | John Surtees         | McLaren-Ford   | 60           | Motorhiba      | 7        |          |
| Kiesett  | 21 | George Eaton         | BRM            | 58           | Motorhiba      | 23       |          |
| Kiesett  | 2  | Johnny Servoz-Gavin  | March-Ford     | 57           | Motorhiba      | 17       |          |
| Kiesett  | 5  | Bruce McLaren        | McLaren-Ford   | 39           | Motorhiba      | 10       |          |
| Kiesett  | 22 | Piers Courage        | De Tomaso-Ford | 39           | Baleset        | 20       |          |
| Kiesett  | 8  | Mario Andretti       | March-Ford     | 26           | Kormánykerék   | 11       |          |
| Kiesett  | 14 | Rolf Stommelen       | Brabham-Ford   | 23           | Motorhiba      | 15       |          |
| Kiesett  | 19 | Jackie Oliver        | BRM            | 22           | Váltó          | 12       |          |
| Kiesett  | 15 | Chris Amon           | March-Ford     | 14           | Kormánykerék   | 2        |          |

## Statisztikák
Vezető helyen:
- Jackie Stewart: 19 (1-19)
- Jack Brabham: 61 (20-80)

Jack Brabham 14. győzelme, 9. leggyorsabb köre, Jackie Stewart 3. pole-pozíciója.
- John Surtees 11. leggyorsabb köre (Surtees és Brabham azonos időt futott a versenyen).
- Brabham 13. győzelme.

Rolf Stommelen első versenye.